# Ли Гюбо
Ли Гюбо (предположительно 15 января 1168, Йоджу — 2 сентября 1241, Канхва), также встречается Ли Гю Бо — средневековый корейский поэт и чиновник эпохи государства Корё. Был одним из немногих литераторов, живших в эпоху военной диктатуры в Корё.

## Биография
Родился в окрестностях современного города Кёнгидо, его точные даты жизни являются предметом споров; по вероисповеданию и мировоззрению был буддистом. Согласно БСЭ, происходил из семьи небогатого земледельца; согласно данным ряда американских и корейских историков, семья была достаточно зажиточной, а его отец был мелким чиновником.
По сообщениям, имел поэтический талант с детства и уже в 9-летнем возрасте был признан вундеркиндом, начав тогда же изучать Четыре Священных книги и сочинения по буддизму и даосизму, прочитая некоторые из них несколько раз; также, по некоторым сообщениям, с раннего детства был склонен к алкоголизму. В 1191 году умер его отец, после чего Ли Гюбо отправился странствовать по Корё вместе с даосским учителем Ким Чимёном. В 1207 году вошёл в окружение военного диктатора Чой Чунхона, став его придворным поэтом и занимая при нём впоследствии ряд государственных должностей, ездил с дипломатическими поездками в Китай, а после начала войны с монголами стал видным министром. В 1230 году получил звание «академика Зала важных персон» (кор. 집현전), в 1232 году стал заведовать делами провинциальных судов, а в 1237 году был назначен «заместителем главного советника».
Бежал из Сонгдо после монгольской оккупации, укрывшись на острове Канхва. Последние годы жизни провёл там в отшельничестве, преподавая в местной школе, был противником признания Когурё вассалитета по отношению к монголам. Умер и похоронен там же. Некоторые из его произведений были изданы его сыном.
Свои произведения писал на ханмуне — официальном литературном языке того времени. В творчестве Ли Гюбо важную роль играли мотивы природы, а также критика феодальных правителей и поддержка угнетённого крестьянства. Его творческое наследие включает в себя первую, как считается, в истории корейской литературы эпическую поэму «Государь Тонмён» (или «Сага о Тонмёне»), написанную около 1194 года, поэму того же года «Триста две рифмы», порядка 700 поэм «изящной прозы», порядка двух тысяч небольших поэм и стихотворений, среди которых есть в том числе стихотворные критические заметки (сихва). Его перу принадлежит также несколько пхэсолей (малая проза) и аллегорическая псевдобиография «Премудрый Хмель» (сохранилась в антологии «Тонмунсон» XV века). Для его произведений характерны критика «формализма и эпигонства», что оказало впоследствии большое влияние на развитие корейской поэзии и литературы в целом. В своей защите буддийских ценностей он также был противником конфуцианской идеологии.

## Публикации
- Ли Кюбо. Из «Сочинений министра Ли» // История цветов. Корейская классическая проза / Пер. с ханмуна Л. Ждановой, С. Сухачева, Д. Елисеева. Сост. А. Ф. Троцевич. — Л.: Художественная литература, 1991. — С. 71-104.